# Christian August Lorentzen
Christian August Lorentzen (født 10. august 1749 i Sønderborg på Als; død 8. maj 1828 i København) var en dansk portrætmaler.
Lorentzen kom til København og besøgte Kunstakademiet, dog uden at vinde dets medaljer. Han rejste udenlands i årene 1779-82 hvor han besøgte de Forenede Nederlande, Antwerpen og Paris, men ikke Italien. I udlandet lagde han sig efter figurmaleriet og kopierede historiske billeder. 
Efter hjemkomsten blev han agreeret på et maleri "hvortil Materien var tagen af Beaumarchais' Barbier de Seville", og malede derefter W.A. Müllers og Andreas Weidenhaupts portrætter, på hvilke han blev medlem 1784. Han var ved siden af Jens Juel en søgt portrætmaler, selv om samtiden satte større pris på Juel. Foruden de to nævnte ejer Akademiet også grev Scheels og fru M.M. Bärens’ portrætter. Desuden nævnes portrætter af Andreas Christian Hviid, Adam Gottlob Gielstrup, Georg Høst  med flere. Den Kongelige Malerisamling ejer portræt i hel figur af den polske statsafsending grev Recivuski.

## Lorentzens betydning
Hvor lidet betydelig Lorentzen end tager sig ud i vore øjne, indtager han dog en særplads i den danske kunsthistorie. Som hans uddannelse havde været ganske afvigende fra det sædvanlige, især for en kunstner, der blev både professor og direktør, således viste han også som udviklet kunstner lyst til at bryde nye veje, og han er en forløber for den nationale retning. Hans og Erik Pauelsens historiske billeder og landskaber var ikke betydningsløse led i rækken af det 19. århundredes bestræbelser for at gengive fædrelandets historie og natur.
Lorentzen malede efter sin hjemkomst en række norske "Prospekter", som blev stukne af Georg Haas; de solgtes dels i sorte, dels i kolorerede aftryk og blev yndet vægudsmykning. Fra 1825-27 var fire landskaber på Christiansborg af "de forskellige Verdensegne, der løde det danske Scepter". Lorentzen har muligvis været i Norge, men i Trankebar og Vestindien havde han formodentlig aldrig været. Til hans fædrelandske billeder hører Wismars Belejring, Hertha, Christian IV i Slaget ved Femern, Slaget ved Volmer og Slaget paa Reden 2. April, der alle gav forskellige kobberstikkere lejlighed til at søge understøttelse af Fonden ad usus publicos. De sidstnævnte tilhører Den Kongelige Malerisamling. 
| Infoboksens to 'kendte værker' |  |  |
|                                |  |  |

## Genremaleri
Også genremaleriet havde en produktiv forløber i Lorentzen. Han malede dels forskellige kongelige optog til teatret eller til Rosenborg, dels egentlige livsbilleder: Husar og Valbykone, Dyrehaven i fuldt Liv, En Landsbysmedje og lignende emner. Almindelig opmærksomhed vakte den samling af mindre billeder, som han malede for grosserer (senere Redaktør) M.L. Nathanson, et til hver af Holbergs komedier, i alt 30 (hvoraf dog to uvist af hvad grund blev malet af C.W. Eckersberg, inden Lorentzen selv havde sluttet rækken). De blev for størstedelen stukne af Clemens til en pragtudgave af Holbergs Den danske Skueplads. Malerierne er i Den Kongelige Malerisamlings eje, men vidner – i modsætning til den ros samtiden ofrede på dem – trods en vis harmoni og frihed i anordningen snarest om, hvor lidt man da kunne nøjes med.
Lorentzen blev 1803 professor ved Kunstakademiet i København og 1809-10 Akademiets direktør efter Nicolai Abildgaard. Han fik en stedse voksende lønning af kongens kasse og levede ugift på Charlottenborg til sin død, 8. maj 1828. Til hans ældre elever hørte J.C. Dahl, Samuel Mygind og Christian David Gebauer, hos hvem påvirkningen længst bevaredes; til de senere Christen Købke, Ernst Meyer og Martinus Rørbye, hos hvilke undervisningens spor hurtig forsvandt.
Han er begravet på Garnisons Kirkegård.
Martinus Rørbye malede i 1827 et portræt af C.A. Lorentzen som nu er i Nivaagaards Malerisamlings eje.
| - Værker af Christian August Lorentzen - Akershus, 1790'erne - Udsigt over Frederikshald i Norge, 1790'erne - Parti af Frederiksholms Kanal, 1794 - En gruppe kunstnere ankommer til Dyrehavsbakken, ca. 1800 - Slaget på Reden, 1801 - Dannebrog falder ned fra himlen under Slaget ved Lyndanisse, 1809 - Modelklasse ved Kunstakademiet, ca. 1824 |

| - Til Holbergs komedier - Barselstuen (nl), III akt, 6. scene, 1810 - Jacob von Thyboe, V. akt, 11. scene, 1810 - Maskerade, 1813 - Julestuen, 13. scene, 1814 - Den danske Comedies Ligbegængelse, 5. scene, 1815 |

| - Portrætter af Christian August Lorentzen - Adam Wawrzyniec Rzewuski (fr), 1790. Polsk gesandt i Danmark, - Fredrikke Louise Stockfleth, 1792 - Frederik Caspar Conrad Frieboe, ca. 1800. Dansk officer - Marcus Gjøe Rosenkrantz, ca. 1801 - Henrik Steffens, 1804 - Komtesse Lucie Charlotte Sehestedt Juul, Ml. 1777 og 1828 - Frederik 6.. Ml. 1783 og 1828 |